# Malaqueijo
Malaqueijo est une freguesia portugaise située dans le District de Santarém.
Avec une superficie de 5,84 km2 et une population de 700 habitants (2001), la paroisse possède une densité de 79,5 hab/km2.